# Sólo le pido a Dios
"Sólo le pido a Dios" é uma das canções mais conhecidas do cantor e compositor argentino León Gieco pela qual alcançou reconhecimento internacional. Em 2002, a revista Rolling Stone e a MTV a elegeram como a sexta melhor canção da história do rock argentino. Segundo Rock.com.ar, em 2007, foi posicionada como a décima melhor canção da história do rock argentino.

## Histórico
Gieco a compôs em 1978, no povoado de sua infância, Cañada Rosquín, pequena cidade do norte da Província de Santa Fé, na casa de seus pais. Fê-lo precisamente com o pai, que lhe disse que seria uma canção mundialmente conhecida, algo que realmente aconteceu. Segundo depoimentos do músico, ele compôs essa música primeiro testando melodias com sua gaita e violão. Então começou a escrever sentimentos pessoais, que aos poucos se transformaram em frases inspiradas em duros acontecimentos sociais da época como a ditadura militar de seu país, o exílio de Mercedes Sosa e a provável guerra entre Chile e Argentina que estava por aí na época.
Gieco não ficou muito convencido a incluir esta música no IV LP, pois a achou "chata e monótona", mas no final seguiu o conselho de Charly García e, a partir de então, León a canta para fechar seus shows e tem interpretado em suas turnês nacionais e internacionais.
Foi finalmente lançado no álbum IV LP, de 1978; desde então tem sido interpretada por vários artistas da Argentina e do mundo.
Em 1994, León publicou o álbum Desenchufado, uma ironia à tendência mundial imposta pela MTV norte-americana dos Unplugged. Neste caso, foi uma versão dos clássicos de León, incluindo "Sólo le pido a Dios". Voltaria a editá-lo junto com Joan Manuel Serrat e Víctor Heredia em 2004.
Em 1997, Gieco lançou um álbum conjunto com o cantor popular de sucesso de Mendoza Antonio Tormo, que foi banido pela Revolução Libertadora em 1955. O disco se chamava 20 y 20. O nome se deve ao fato de que na década de 50 o público de Tormo era pessoas com recursos muito limitados (era muito apreciado nos setores populares). Era comum essas pessoas irem a bares e pediram uma fatia de pizza, que na época valia 20 centavos, e uma música do Tormo, que saiu por mais 20. No referido álbum pode-se ver uma versão folclórica de "Sólo le pido a Dios" interpretada em voz por um já muito velho Antonio Tormo. Foi um resgate e tanto de um dos músicos populares argentinos que sofreu censura e esquecimento pelas ditaduras militares.
Anos depois, a música foi utilizada na Europa como parte das marchas contra as armas nucleares, bem como na transmissão do programa especial Unidos pelo Haiti (dedicado às vítimas do terremoto no Haiti em 2010) da rede Univisión.
No Chile, foi interpretada por Gervasio, durante o encerramento da transmissão da campanha Chile Ayuda a Chile 1985. Em 2010 também foi interpretada por um grupo de artistas nacionais da atual geração, durante a transmissão da campanha do mesmo nome, desta vez por ocasião do terremoto de fevereiro.
Em 2011, enquanto a famosa banda irlandesa U2 estava em Buenos Aires para uma turnê mundial, no Estádio Único de La Plata, León Gieco foi convidado para tocar com eles esta música, dedicada entre outros motivos aos "Meninos das Malvinas".
Embora a ideia da música remeta a um desejo de uma vida mais consciente, a letra faz alusão ao contrário, pois, ao pedir “que algo não nos seja indiferente”, está indicando que é ou pode ser.

## Versões
Existem versões em várias línguas, como a cantada em português sob o nome "Eu só peço a Deus" pela cantora brasileira Beth Carvalho em 1986 ou a cantada em inglês, intitulada I only ask of God , interpretada pelo grupo Outlandish, publicado em 2008 como parte do álbum ¡Gieco querido! (Cantando al león), álbum em homenagem ao cantor de folk rock argentino.
"Se você me perguntar por que Sólo le pido a Dios foi traduzido para todas as línguas, a verdade é que não sei. São coisas que acontecem; são mistérios da arte, suponho", disse Gieco em entrevista em 2009.
Este tema foi interpretado e gravado por uma longa lista de artistas como Estela Raval que o gravou em 1983 para seu álbum EL MEJOR MOMENTO junto com Los Cinco Latinos, Ana Belén, Mercedes Sosa (em algumas ocasiões junto com Gieco), Antonio Flores, Luciano Pereyra (que cantou esta canção no jubileu do ano 2000 diante do Papa João Paulo II na Cidade do Vaticano, representando a América Latina), Pete Seeger, Víctor Manuel, Miguel Ríos, Sergio Denis e Joan Manuel Serrat, Florent Pagny, entre outros. Existe uma versão gravada ao vivo no festival BA Rock em 1982 por Miguel Cantilo, Raúl Porchetto, Piero e o próprio León Gieco, sendo esta uma das versões mais populares.
Nos anos de 1996 e 1997 foi lançado o álbum El gusto es nuestro, projeto artístico conjunto dos cantores Ana Belén, Joan Manuel Serrat, Víctor Manuel e Miguel Ríos. Foi uma digressão que quebrou recordes, sendo assim uma das mais bem sucedidas da música espanhola da época. Entre as canções interpretadas está precisamente "Sólo le pido a Dios".
Há também uma versão em cumbia villera editada pelo grupo Pibes Chorros em 2002; outra versão na língua quíchua cantada por um coro infantil e uma instrumental interpretada pelo violinista de Santiago Sixto Palavecino.
Em 2009, Outlandish criou uma versão em remix de inglês e espanhol, "I only ask of God".
Em setembro de 2013, Bruce Springsteen apresentou uma versão dessa música em Buenos Aires.
No debate eleitoral para as eleições peruanas de 2016, o candidato Fernando Olivera parafraseou esta canção de forma teatral para impingir seu passado judicial ao injuriado candidato Alan García.

## Intérpretes
- Estela Raval
- Estela Raval con Los Cinco Latinos (1983)
- Ana Belén
- Antonio Flores
- Antonio Tormo
- Aviv Geffen (em hebraico)
- Beth Carvalho (em português)
- Bruce Springsteen
- Carlos Núñez (gaiteiro)
- Emma Shapplin
- Estrella Veloz
- Fiel a la Vega
- Florent Pagny
- Gervasio
- Javiera y Los Imposibles
- Joan Manuel Serrat
- Leo Dan
- León Gieco (compositor)
- Luciano Pereyra
- Mexicanto
- Mercedes Sosa
- Miguel Ríos
- Nicole, Mario Guerrero, Catalina Palacios e Leo Rey (em quarteto)
- Outlandish (en inglés)
- Paulina Rubio
- Pandora
- Pete Seeger
- Pibes Chorros
- Piero
- Raúl Porchetto
- Sergio Denis
- Sixto Palavecino (instrumental)
- Shakira
- Tania Libertad
- U2
- Víctor Heredia
- Juan Diego Florez
- Víctor Manuel
- Thiago Torres
- Patty Her